# Petsakkasaari
Petsakkasaari är en ö i Finland. Den ligger i sjön Yli-Suolijärvi och i kommunen Posio i den ekonomiska regionen  Östra Lapplands ekonomiska region  och landskapet Lappland, i den norra delen av landet, 700 km norr om huvudstaden Helsingfors. Öns area är 0,6 hektar och dess största längd är 150 meter i öst-västlig riktning.